# Замок Валентино
Замок Валентино (итал. Castello del Valentino, пьем. Castel dël Valentin) — одна из туринских резиденций Савойского дома, которая находится под охраной ЮНЕСКО как памятник Всемирного наследия.
Резиденция возникла как укреплённый замок в Средние века и получила название от близлежащей церкви св. Валентина. В связи с переездом из Шамбери в Турин замок в форме подковы купил герцог Эммануил Филиберт. Свой нынешний вид он приобрёл в середине XVII века, когда была осуществлена его капитальная перестройка во французском стиле по заказу проживавшей здесь регентши Кристины Французской (вдова герцога Виктора Амадея).
В XIX веке замок пришёл в запустение, однако в 1860 году в связи с передачей его в распоряжение инженерного факультета местного университета были проведены серьёзные реставрационные работы. В 1900 году здесь прошёл первый Туринский автосалон. В настоящее время в здании помещается архитектурный факультет. Двор замка с 1713 года приспособлен под университетский ботанический сад.